# Oudezijl
Oudezijl is een buurtschap en een voormalig havenplaatsje in de gemeente Oldambt, provincie Groningen (Nederland). Het ligt tegen Bad Nieuweschans aan, daarvan gescheiden door het water van de Westerwoldse Aa en behoorde vroeger tot het kerspel Nieuw-Beerta.
De naam van de plaats verwijst naar de Oudezijl (= oude sluis) of Tienkarspelenzijl die hier in 1670 werd gebouwd. Nadat in 1628 de Nieuwe of Langeakkerschans was aangelegd was er behoefte aan een sluis om in geval van nood de omliggende landerijen onder water te kunnen zetten. In eerste instantie werd in 1657 in de nieuwe zeedijk een sluis gebouwd, in de Westerwoldse Aa: de Aa-zijl. Daarnaast werd in 1661 een kanaal gegraven waarin een tweede sluis kwam. Beide sluizen raakten echter al  snel verstopt met 'dargh' (veengrond) en werden in 1669 tijdens een storm weggespoeld.
Hierna werd de oude loop van de Westerwoldse Aa gedempt, en in 1689 werd in het kanaal een nieuwe sluis gebouwd; de Swijnezijl. Deze verloor echter al vrij spoedig zijn betekenis omdat er ten noorden nieuw land werd ingepolderd en ook nieuwe dijken werden aangelegd. Dat leidde in 1707 tot de bouw van een nieuwe sluis: de Statenzijl. Vanaf dat moment stond de Tienkarspelenzijl bekend als de Oudezijl of ook wel Seven Carspelen zijl (1781). Dit omdat drie karspelen (Beerta, Blijham en Bellingwolde) bij Finsterwolde hun eigen afwatering hadden.
De sluis werd in 1827 afgebroken. Het buurtje rond de sluis bleef echter de naam Oudezijl houden. Over de gedempte loop van de Westerwoldse Aa werd het zogenoemde 'Laantje' aangelegd, die tot de gemeentelijke herindelingen van 1990 tevens de gemeentegrens tussen Beerta en Nieuweschans vormde.
Oudezijl had in 1807 een eigen schooltje, dat acht jaar later nog bestond, maar vervolgens werd opgeheven.
Station Bad Nieuweschans en de bijbehorende locomotiefloods liggen in Oudezijl.

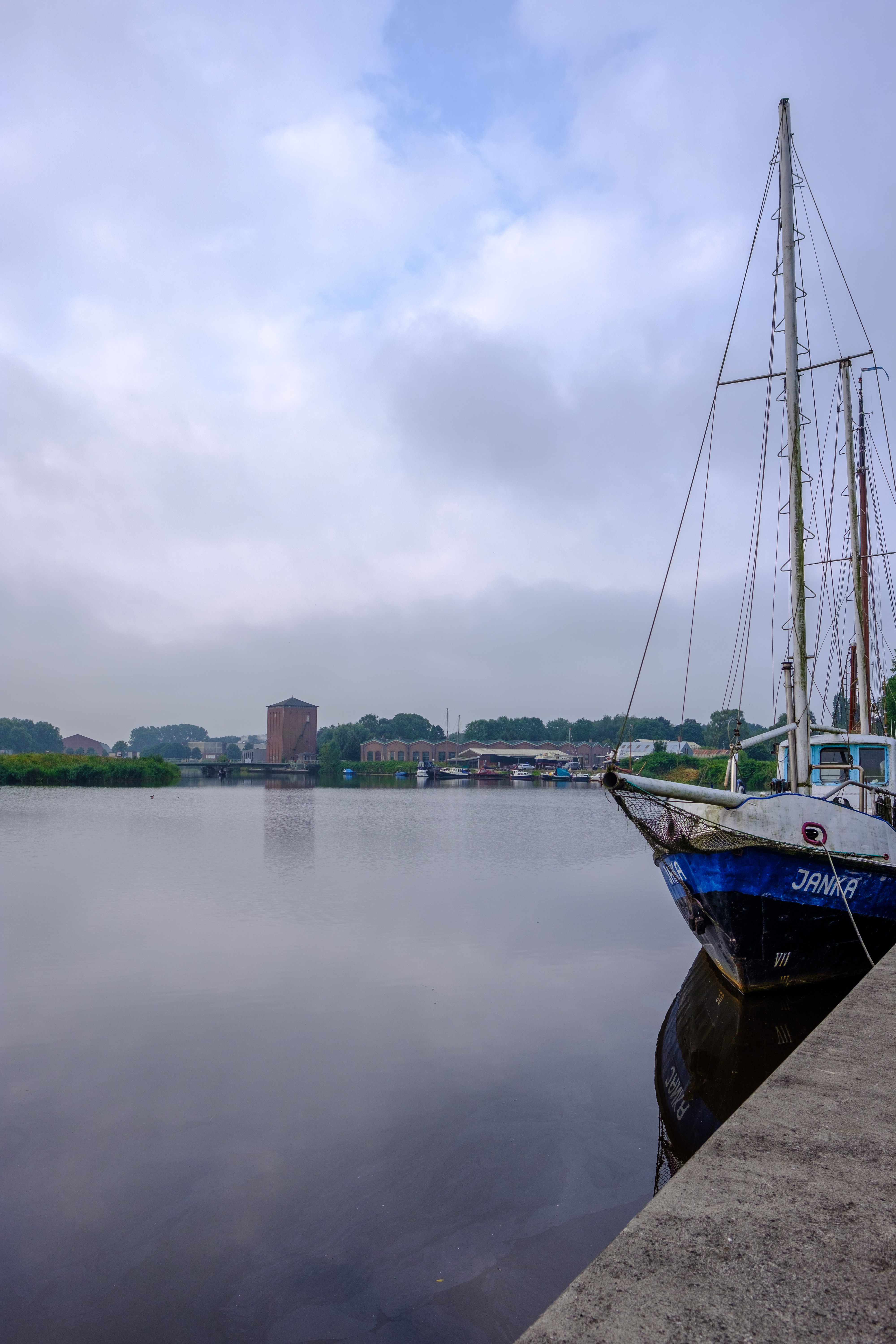
Gezicht op de bebouwing van Oudezijl (met locomotiefloods) over de Westerwoldse Aa vanuit het noordoosten